# Diva (canção de Dana International)
"Diva" (em hebraico: דיווה) foi a canção vencedora do Festival Eurovisão da Canção de 1998 cantada em hebraico por Dana International 🏳‍🌈 representando Israel. A música foi composta por Tzvika Pick e a letra por Yoav Ginai. A canção totalizou 172 pontos no total.
A canção é importante por uma série de razões, sobretudo porque iria tornar-se a última canção totalmente em uma língua diferente do Inglês para ganhar o Concurso Festival Eurovisão da Canção até 2007 e com orquestra, a partir de 1999, não houve mais orquestra, passou a haver apenas playback instrumental. Dana também é atualmente a única pessoa transgêneros cantora a ter vencido o concurso.
A selecção de Dana International gerou controvérsia entre os grupos conservadores que em Israel foram contra a sua chegada na Grã-Bretanha, foi exigido um escolta policial para a sua segurança. O seu desempenho no palco foi com um vestido prateado e com três backing vocal femininas vestidas de preto.
A canção foi escolhida em uma enquete realizada pela internet na União Europeia de Radiodifusão em 2005, como uma das 14 músicas mais populares da história da Eurovisão e foi também uma cnação incluída no 50º aniversário concerto em Copenhaga que se realizou em Outubro de 2005, Dana cantou ela ao vivo junto com seis dançarinos. No palco tinha ventiladores gigantes e uma orquestra ao vivo. Diva chegou na 13ª votação final.
A canção foi sucedida em 1999 no pela vencedora do Concurso Charlotte Perrelli cantando "Take Me to Your Heaven" para a Suécia.
Sucedida como representante israelita em 1999 por Eden) cantando "Yom Huledet (Happy Birthday)".

## Autores
- Letrista: Yoav Ginai
- Compositor: Svika Pick
- Orquestrador: Nenhum

## Faixas e formatos
| - CD Australiano maxi single 1. Diva (English Radio Version) (3:03) 2. Diva (Hebrew Radio Version) (3:03) 3. Diva (Handbaggers Remix) (7:17) 4. Diva (G's Heavenly Vocal) (6:04) 5. Diva (G's Heavenly Dub) (7:28) | - CD Europeu maxi single 1. Diva (English Version) (3:01) 2. Diva (Hebrew Version) (3:01) |

## Desempenho

### Posições
| Tabela musical (1998)                      | Melhor posição |
| ------------------------------------------ | -------------- |
| Áustria - Austrian Singles Chart           | 37             |
| Bélgica - Belgium Singles Chart (Flanders) | 2              |
| Bélgica - Belgium Singles Chart (Wallonia) | 4              |
| Finlândia - Finland Singles Chart          | 7              |
| França - French Singles Chart              | 59             |
| Irlanda - Irish Singles Chart              | 10             |
| Noruega - Norwegian Singles Chart          | 12             |
| Países Baixos - Netherlands Singles Chart  | 11             |
| Reino Unido - UK Singles Chart             | 11             |
| Suécia - Swedish Singles Chart             | 7              |
| Suíça - Swiss Music Charts                 | 15             |